# Странное возвращение Дианы Саласар
Странное возвращение Дианы Саласар (исп. El extraño Retorno de Diana Salazar) — мексиканская 200-серийная историческая мелодрама с элементами драмы, мистики и фэнтези 1988 года производства Televisa. Номинирован 6 раз на премию TVyNovelas, однако все номинации не увенчались успехом.

## Сюжет
1640 год. В городе Сакатекас живёт красивая молодая девушка Леонор де Сантьяго, у которой с детства наблюдаются сверхъестественные психические силы. В неё влюбился красивый молодой человек Эдуардо де Карбаджала, из-за которого Леонор прокляла бывшая любовница Эдуардо — Лукресия Тревиньо. Леонор оставила в доме горящую керосиновую лампу, которая привела к пожару, и она вместе с Эдуардо сгорела заживо...
1988 год. С момента этой трагедии прошло больше трёх веков. В Мехико живёт красивая девушка Диана Саласар, которая увлекается магией и является поклонницей Леонор де Сантьяго и даже купила реликвию, посвящённую ей. Диана Саласар, также как и её предшественница имеет сверхъестественные психические силы, и они приводят к гибели человека, после чего у неё начинаются настоящие кошмары во сне и наяву — она видит умирающих, сгоревших заживо и даже увидела мученическую смерть Леонор и Эдуардо, при этом она всегда чувствует себя виновной и называет сама себя убийцей. Диана Саласар решила обратиться к психотерапевту, и он решил провести сеанс гипноза, во время которого удалось выяснить, что Леонор де Сантьяго и Диана Саласар — одна и та же женщина, перерождённая через три века.

## Создатели телесериала

### В ролях
- Лусия Мендес - Диана Саласар/Донья Леонор де Сантьяго
- Хорхе Мартинес - Марио Вильярреаль/Дон Эдуардо Карбахаль
- Альма Муриэль - доктор Ирене дель Конде/Донья Лукресия Тревиньо
- Алехандро Камачо - доктор Омар Сантельмо
- Роса Мария Бьянчи - Малена Саласар Обрегон
- Карлос Камара - Лютер Энрич/Франс Веббер
- Патрисия Рейес Спиндола - Хордана Эрнандес
- Рафаэль Баледон - инженер Эрнесто Сантельмо
- Рикардо Лесама - Игнасио Гальван
- Карлос Маганья - Хуан Мануэль Амескуа
- Ребека Манрикес - Марисела Кастро
- Чела Нахера - Фиделия «Нела» Веласко
- Алехандра Пениче - Моника Аусета
- Адриана Роэль - Дельфина Гарсия вдова де Саласар
- Марио Саурет - Родриго Сервантес де Бенавенте
- Фернандо Саэнс - Родриго Энрикес
- Алехандро Томмаси - Адриан Альфаро
- Рафаэль Веласко - Энрике Фалькон
- Элла Лабориэль - Касильда
- Карла Мария Ривас - Исабель Карбахаль
- Хосе Луис Карроль - Дон Альваро де Сантьяго
- Тара Парра - Донья Констанца
- Сесар Ариас - доктор Тамайо
- Лолита Кортес - Лис Морринсон
- Патрисия Эгуйя - Сара де Ромеро
- Энрике Идальго - доктор Фортес
- Алонсо Эчанове - Рафаэль Ромеро
- Роса Фурман - Мадам Форет
- Беатрис Мартинес - Кларита
- Артуро Беристайн - доктор Рональдо де Хуан
- Марио Касильяс - Гонсало Обрегон
- Ариадне Вельтер - Глория Морринсон
- Юла Посо — Тереса
- Хулио Альдама
- Карлос Гуахардо
- Паола Очоа
- Лусеро Суарес'
- Клементина Гауди
- Хосе Скотт
- Мигель Анхель Инфанте
- Фернандо Карбонель
- Умберто Фигероа
- Эдуардо Борха

### Административная группа
- оригинальный текст: Карлос Олмос, Маргарита Вильясеньор, Карлос Тельес
- либретто: Маргарита Вильясеньор
- на основе произведения: Марио Крус
- первая музыкальная тема заставки: Un alma en pena
- вокал: Лусия Мендес
- вторая музыкальная тема заставки: Morir un poco
- вокал: Лусия Мендес
- композитор: Педро Пласенсия Салинас
- монтажёр-постановщик: Рафаэль Брисуэла
- сценограф: Кристина Мартинес де Веласко
- арт-директор: Умберто Фигероа
- редактор: Хорхе Рафаэль Наварро
- координаторы производства: Марта Перес Вальдес, Лурдес Боланьос, Хеорхина Кастро Руис
- координаторы по проживанию актёров: Хуан Мануэль Аросамена, Вероника Валье
- ассистент режиссёра: Рубен Пинья
- начальник производства: Лусеро Суарес
- оператор-постановщик: Габриэль Васкес Бульман
- продюсер и режиссёр-постановщик: Карлос Тельес